# Ла-Шапель-сюр-Эрдр
Ла-Шапель-сюр-Эрдр (фр. La Chapelle-sur-Erdre) — коммуна на западе Франции, находится в регионе Пеи-де-ла-Луар, департамент Атлантическая Луара, округ Нант, центр кантона Ла-Шапель-сюр-Эрдр. Пригород Нанта, примыкает к нему с севера, в 11 км к северу от центра города, в 3 км от национальной автомагистрали A11, на правом берегу реки Эрдр. В 2014 году по старой железнодорожной линии Нант-Шатобриан был запущен скоростной трамвай, для которого в черте города построено четыре станции, в том числе Шапель-Центр на месте разобранного железнодорожного вокзала.
Население (2017) — 19 609 человек.

## История
Территория  Ла-Шапель-сюр-Эрдра до прихода сюда римлян в 50 году до н.э. была занята кельтами. Римляне построили здесь лагерь, сохранились фрагменты дороги, соединявшей его с Нантом. В XII веке на территории нынешнего шато Опито размещался лепрозорий, основанный рыцарями-госпитальерами Ордена Святого Иоанна. Здесь лечили прокаженных, которые не могли попасть в Нант. 
Первая церковь Святой Екатерины была построена в Ла-Шапеле в 1297 году, после чего он получил статус прихода. 
Во время Великой Французской революции город был местом военных действий: в 1793 году его на короткое время захватили шуаны.

## Достопримечательности
- Шато Ла-Гашери XV века
- Шато Ла-Денери XV-XIX веков
- Шато Ла-Потри XVIII века
- Шато Опито
- Шато Гильер
- Приходская церковь Святой Екатерины XIX века

## Экономика
Структура занятости населения:
- сельское хозяйство — 0,7 %
- промышленность — 9,0 %
- строительство — 9,3 %
- торговля, транспорт и сфера услуг — 62,8 %
- государственные и муниципальные службы — 18,2 %

Уровень безработицы (2016 год) — 8,1 % (Франция в целом — 14,1 %, департамент Атлантическая Луара — 11,9 %). 

Среднегодовой доход на 1 человека, евро (2016 год) — 25 870 (Франция в целом — 20 809, департамент Атлантическая Луара — 21 548).

## Демография
Динамика численности населения, чел.

## Администрация
Пост мэра Ла-Шапель-сюр-Эрдра с 2008 года занимает социалист Фабрис Руссель (Fabrice Roussel). На муниципальных выборах 2020 года возглавляемый им левый блок одержал победу в 1-м туре, получив 55,69 % голосов.
| Период | Период | Фамилия             | Партия                         | Примечания                                                    |
| ------ | ------ | ------------------- | ------------------------------ | ------------------------------------------------------------- |
| 1963   | 1971   | Франсуа Клуе        |                                |                                                               |
| 1971   | 1989   | Донатьен де Семезон | Союз за французскую демократию |                                                               |
| 1989   | 2008   | Жерар Потирон       | Социалистическая партия        |                                                               |
| 2008   |        | Фабрис Руссель      | Социалистическая партия        | профессор экономики, член Регионального совета Пеи-де-ла-Луар |

## Города-побратимы
- Быхава, Польша
- Янка, Румыния

## Знаменитые уроженцы
- Франсуа де Лану (1531-1591), прозванный «Железная Рука» — военачальник и философ, один из вождей гугенотов во время Религиозных войн

## Спорт
В Ла-Шапель-сюр-Эрдре базируется футбольный клуб Нант

## Галерея

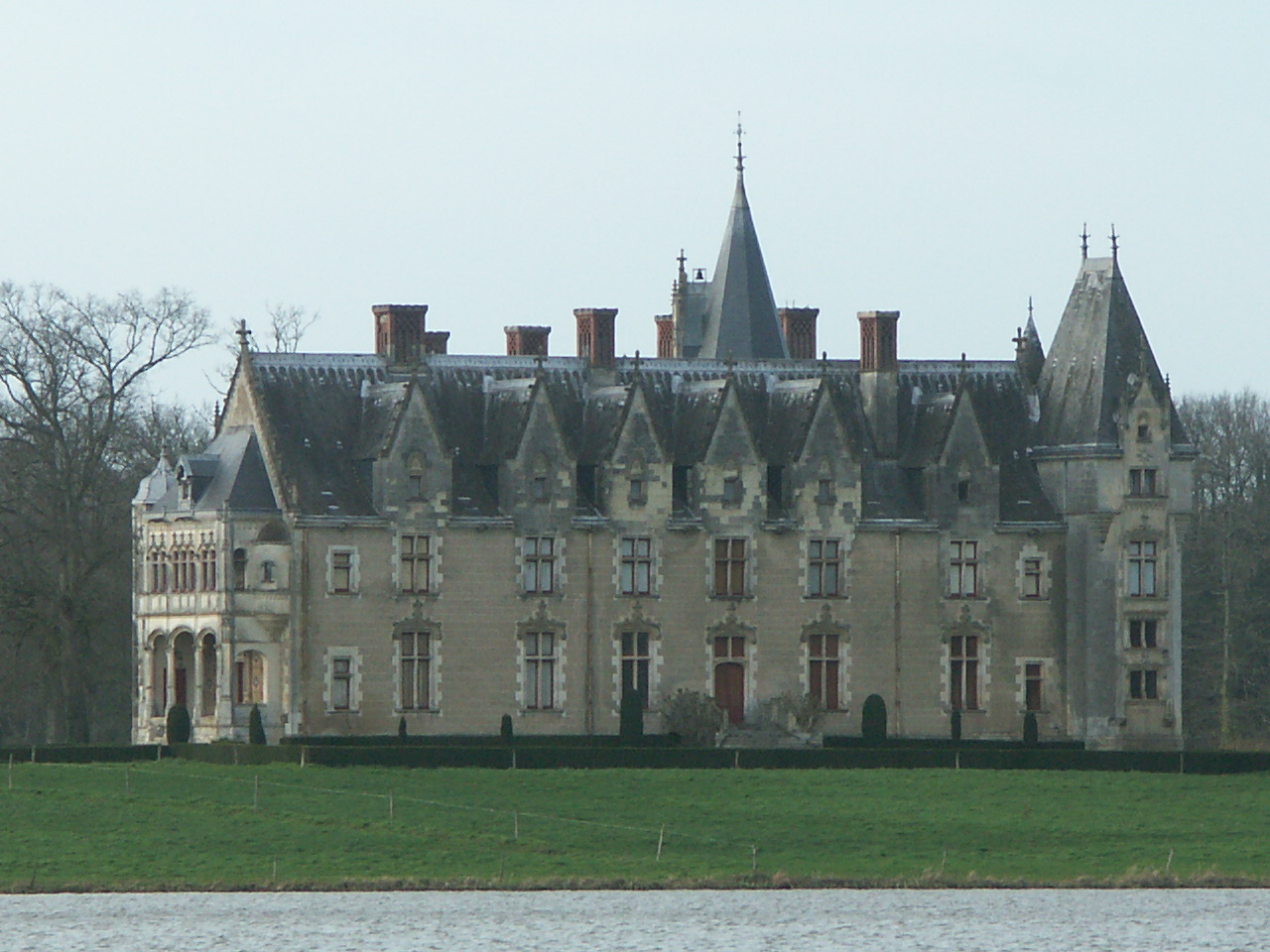
Шато Ла-Гашери
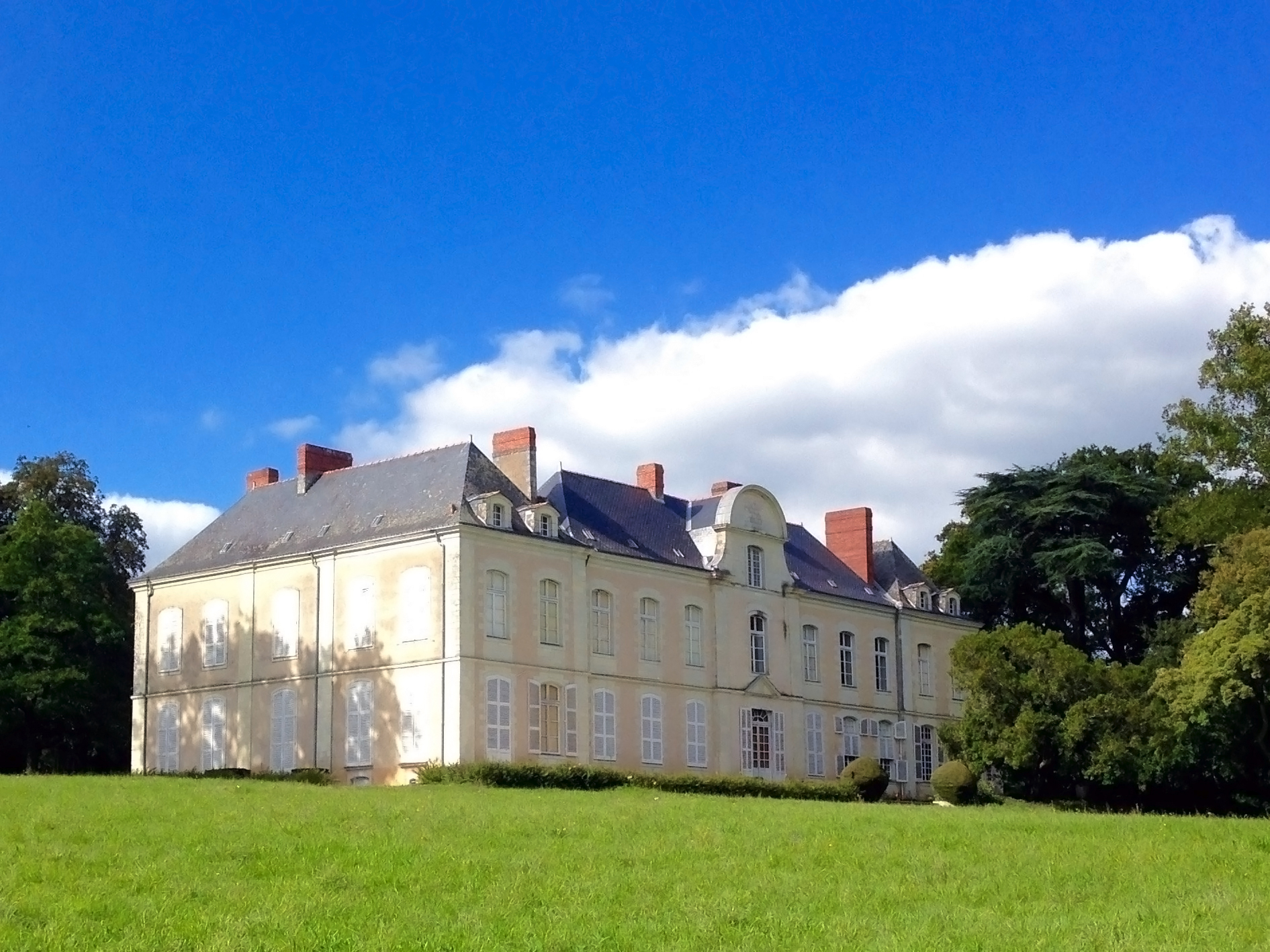
Шато Ла-Денери
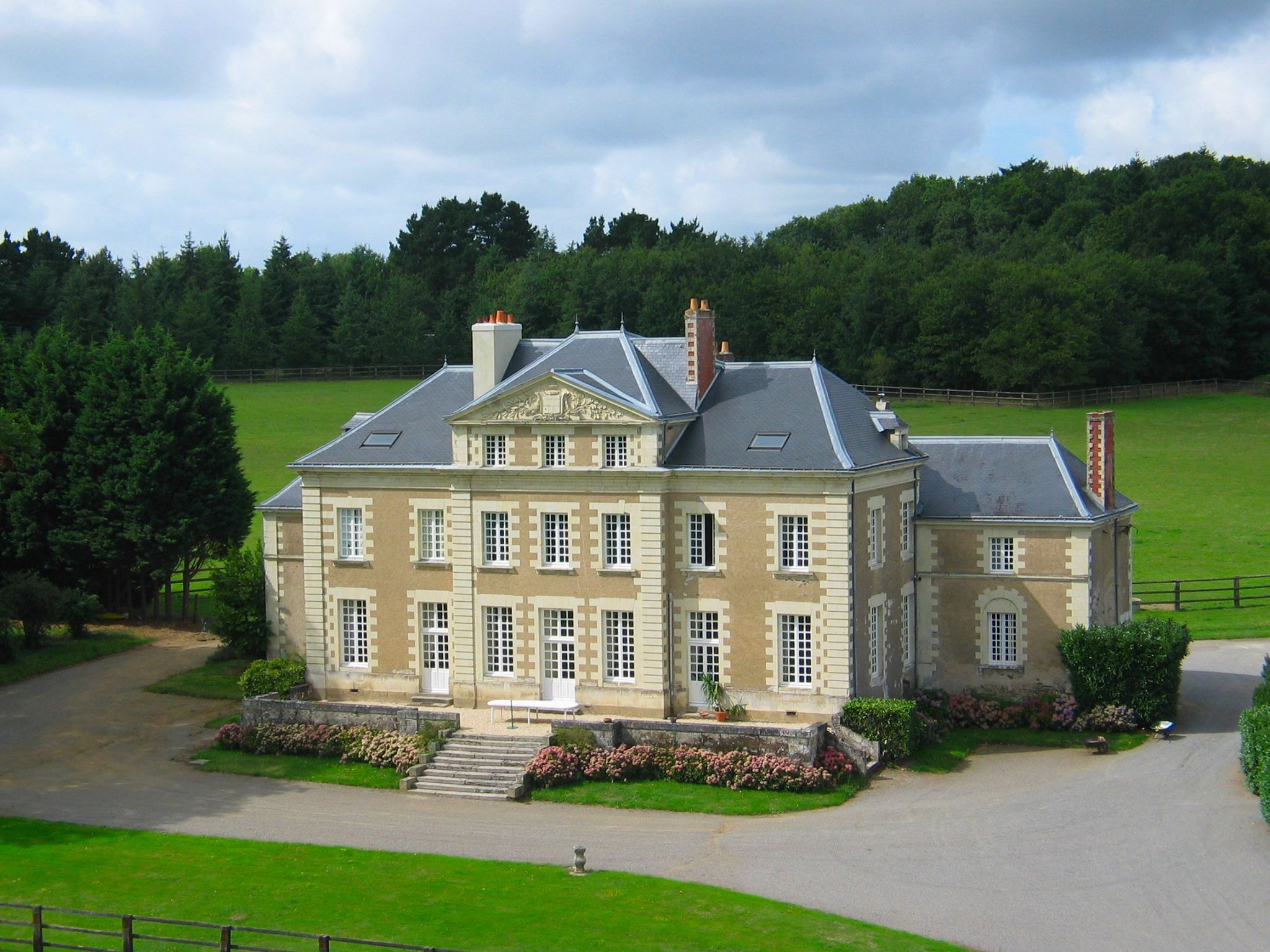
Шато Ла-Потри
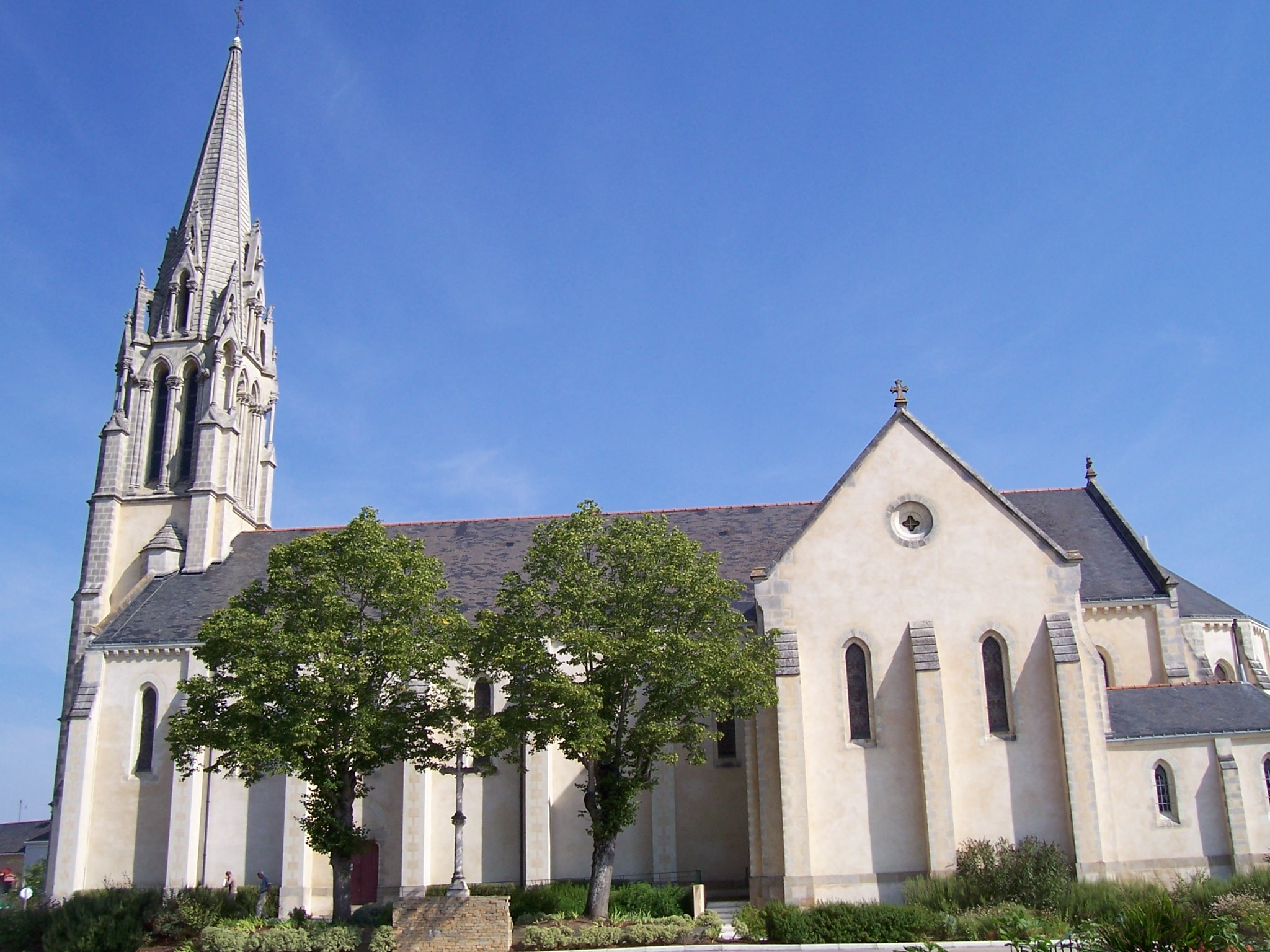
Церковь Святой Екатерины